# Кубок Австрії з футболу 1926—1927
Кубок Австрії з футболу 1927 — 9-й розіграш турніру. Переможцем змагань втретє став столичний клуб «Рапід».

## Чвертьфінали
| Переможці       | Рахунок | Переможені      |
| --------------- | ------- | --------------- |
| «Адміра»        | 8:0     | ІАФ Відень      |
| «Рудольфшюгель» | 0:1     | «Аустрія»       |
| «Вінер АК»      | 4:3     | «Флорідсдорфер» |
| «Брігіттенауер» | 1:5     | «Рапід»         |

## Півфінали
| Переможці  | Рахунок  | Переможені |
| ---------- | -------- | ---------- |
| «Рапід»    | 2:2, 4:3 | «Адміра»   |
| «Вінер АК» | 3:5      | «Аустрія»  |

## Фінал
| 28 травня 1927 |

| «Рапід»                                                | 3 — 0      | «Аустрія» |
| ------------------------------------------------------ | ---------- | --------- |
| 8' Франц Веселік 24' Йоганн Луеф 34' Віллібальд Кірбес | (Протокол) |           |

| «Гоге Варте», Відень Глядачів: 17 000 Арбітр: Еміль Гебель |

| Рапід                         |                   |
|                               |                   |
| ВР                            | Вальтер Файгль    |
| ЗХ                            | Франц Шоліл       |
| ЗХ                            | Леопольд Ніч      |
| ПЗ                            | Йоганн Ріхтер     |
| ПЗ                            | Йозеф Смістик     |
| ПЗ                            | Йозеф Мадльмаєр   |
| НП                            | Віллібальд Кірбес |
| НП                            | Йоганн Гоффманн   |
| НП                            | Франц Веселік     |
| НП                            | Йоганн Луеф       |
| НП                            | Фердинанд Весели  |
| Тренер:                       |                   |
| Діоніс Шенекер / Едуард Бауер |                   |

| Аустрія        |                     |
|                |                     |
| ВР             | Гайнріх Лебеншафт   |
| ЗХ             | Карл Шнайдер        |
| ЗХ             | Еміль Райнгард      |
| ПЗ             | Карл Гаєр           |
| ПЗ             | Макс Райтерер       |
| ПЗ             | Фрадріх Бріза       |
| НП             | Вільгельм Морокутті |
| НП             | Йозеф Мольцер       |
| НП             | Маттіас Сінделар    |
| НП             | Густав Візер        |
| НП             | Йозеф Мільнарік     |
| Тренер:        |                     |
| Франц Седлачек |                     |